# Loco
Loco és un poble dels Estats Units a l'estat d'Oklahoma. Segons el cens del 2000 tenia 150 habitants.

## Demografia
Segons el cens del 2000, Loco tenia 150 habitants, 67 habitatges, i 44 famílies. La densitat de població era de 222,8 habitants per km².
Dels 67 habitatges en un 22,4% hi vivien nens de menys de 18 anys, en un 50,7% hi vivien parelles casades, en un 9% dones solteres, i en un 34,3% no eren unitats familiars. En el 28,4% dels habitatges hi vivien persones soles el 17,9% de les quals corresponia a persones de 65 anys o més que vivien soles. El nombre mitjà de persones vivint en cada habitatge era de 2,24 i el nombre mitjà de persones que vivien en cada família era de 2,68.
Per edats la població es repartia de la següent manera: un 19,3% tenia menys de 18 anys, un 6% entre 18 i 24, un 24,7% entre 25 i 44, un 32% de 45 a 60 i un 18% 65 anys o més.
L'edat mediana era de 45 anys. Per cada 100 dones de 18 o més anys hi havia 98,4 homes.
La renda mediana per habitatge era de 19.375 $ i la renda mediana per família de 30.000 $. Els homes tenien una renda mediana de 30.000 $ mentre que les dones 20.357 $. La renda per capita de la població era d'11.440 $. Entorn del 10% de les famílies i el 16,8% de la població estaven per davall del llindar de pobresa.

## Poblacions més properes
El següent diagrama mostra les poblacions més properes.